# Benhall Street
Benhall Street – wieś w Anglii, w hrabstwie Suffolk. Leży 24 km na północny wschód od miasta Ipswich i 132 km na północny wschód od Londynu.